# Бонина (Пјаченца)
Бонина (итал. Bonina) је насеље у Италији у округу Пјаченца, региону Емилија-Ромања.
Према процени из 2011. у насељу је живело 77 становника. Насеље се налази на надморској висини од 55 м.